# The Last Goodnight
The Last Goodnight war eine US-amerikanische Alternative-Rock-Band aus Connecticut.

## Bandgeschichte
1995 fanden die Musiker auf der Enfield High School in Connecticut zusammen und waren seitdem unter dem Namen Renata unterwegs. So tourten die sechs Musiker die Ostküste entlang und machten sich mit ihren Auftritten und zwei Alben aus Eigenproduktion einen Namen. Neun Jahre später fielen sie dem Produzenten Jeff Blue von Warner auf. Innerhalb von zwei Jahren produzierten sie ein neues Album. Sie benannten sich in The Last Goodnight um und unterschrieben 2007 einen Plattenvertrag mit Virgin Records. Bekannt wurden sie mit dem Song Pictures of You, der in einem Trailer der US-Serie Brothers & Sisters und in einem Spot eines US-Sportsenders eingesetzt wurde. Er wurde ein internationaler Erfolg und erreichte unter anderem Platz 3 in Australien und Platz 15 in Schweden. Das Album Poison Kiss schaffte es zwar bis in die Top 5 der US-Heatseeker-Charts, verfehlte aber die offiziellen US-Albumcharts.

## Diskografie

### Alben
als Renata (Independent-Veröffentlichungen)
- 2002: She Walked with Kings
- 2003: R (EP)
- 2004: The Other Side of Earth

als The Last Goodnight
- 2007: Poison Kiss

### Singles
als The Last Goodnight
- 2007: Pictures of You
- 2008: Stay Beautiful
- 2008: Poison Kiss

## Auszeichnungen für Musikverkäufe
| Platin-Schallplatte - Australien - 2008: für die Single Pictures of You |

Anmerkung: Auszeichnungen in Ländern aus den Charttabellen bzw. Chartboxen sind in ebendiesen zu finden.
| Land/RegionAuszeichnungen für Musikverkäufe (Land/Region, Auszeichnungen, Verkäufe, Quellen) | Gold  | Platin  | Verkäufe | Quellen           |
| -------------------------------------------------------------------------------------------- | ----- | ------- | -------- | ----------------- |
| Australien (ARIA)                                                                            | —     | Platin1 | 70.000   | aria.com.au       |
| Deutschland (BVMI)                                                                           | Gold1 | —       | 150.000  | musikindustrie.de |
| Insgesamt                                                                                    | Gold1 | Platin1 |          |                   |